# Капитело Фаваријего (Падова)
Капитело Фаваријего је насеље у Италији у округу Падова, региону Венето.
Према процени из 2011. у насељу је живело 20 становника. Насеље се налази на надморској висини од 16 м.